# Megaleptoperla grandis
Megaleptoperla grandis är en bäcksländeart som först beskrevs av Hudson 1913.  Megaleptoperla grandis ingår i släktet Megaleptoperla och familjen Gripopterygidae. Inga underarter finns listade i Catalogue of Life.